# Roue de médecine

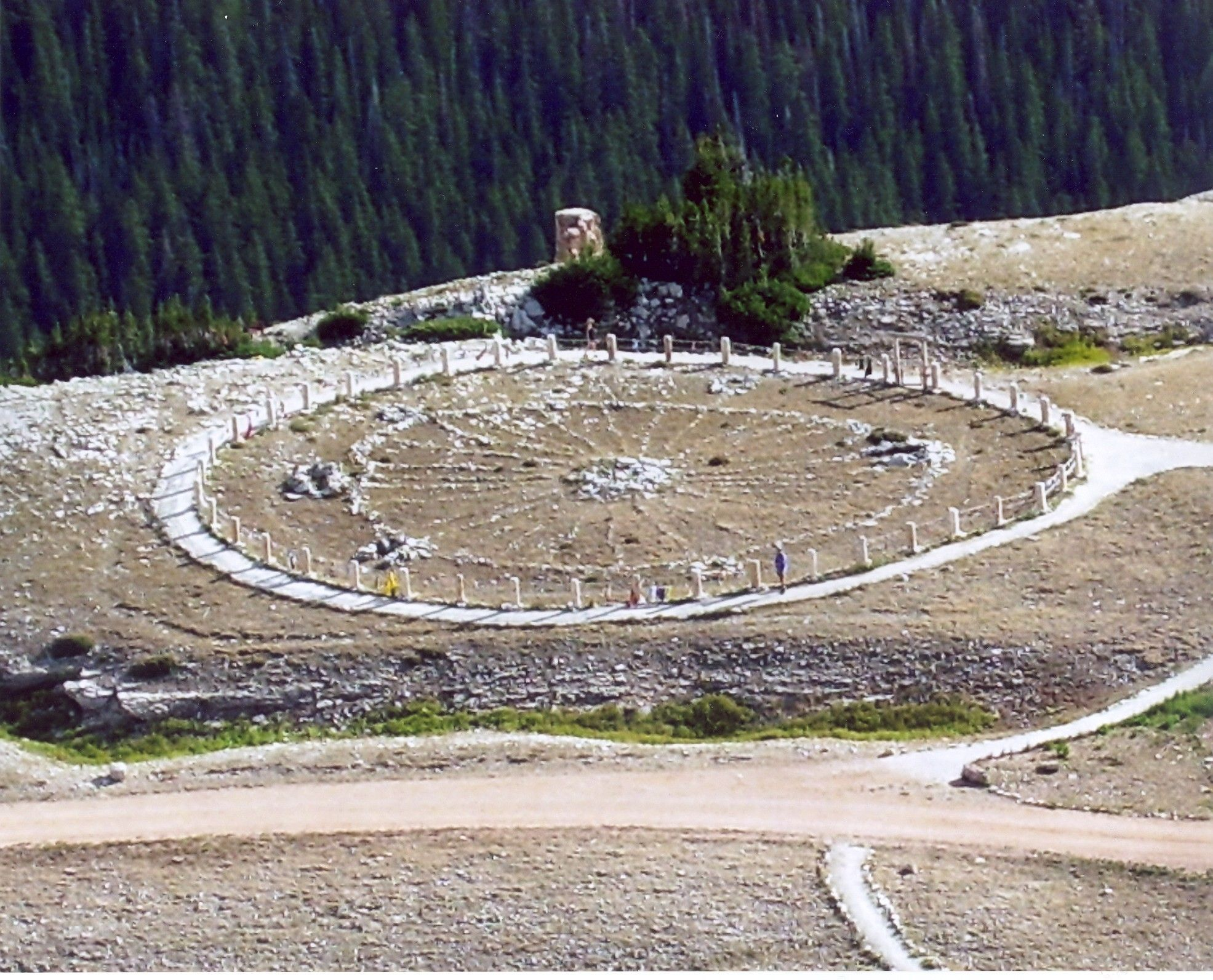
Roue de médecine de Big Horn, dans les Monts Big Horn du Wyoming, dans l'ouest des États-Unis.

La roue de médecine est un cercle sacré aménagé par les Autochtones d'Amérique à l'aide de pierres. Sa représentation iconographique est devenue un symbole de la culture autochtone, qui a été assimilé dans le mysticisme New Age. Aussi appelée cercle de vie, la roue de médecine est à la base des traditions autochtones des Amériques. Ce cercle peut être utilisé aussi bien dans les rituels des sages que dans la vie courante des laïcs.

## Histoire
Le cercle de vie fait partie des savoirs traditionnels des cultures autochtones d'Amérique. Il en existe plusieurs représentations, car chaque nation possède ses propres concepts, relations et enseignements au sujet de la roue de médecine. Elle est utilisée par plusieurs d'entre elles comme symbole de la vie, de la santé.

## Symbolique
La roue de médecine est un symbole cosmique : elle représente l'ordre du monde, les points cardinaux, le rythme des saisons, et peut indiquer l'emplacement des solstices quand elle est fixe,. On retrouve cette symbolique cosmologique dans d'autres cultures autochtones, notamment en Mésoamérique.
Les croyances liées à la roue de médecine restent vivaces chez les nations autochtones de l'Amérique du Nord (traditionnellement désignée comme l'Île de la Tortue) qui s'en servent pour les rituels, les guérisons, ainsi que l’enseignement. La roue de médecine est utilisée comme solution à divers problèmes, parce qu’ils lui attribuent le pouvoir de restaurer un équilibre physique, psychique, émotif et spirituel, en créant un lien et une harmonie entre l'individu et le cosmos, en permettant de prendre conscience que les moyens de guérison se trouvent à la fois autour de soi et en soi.
Les Peuples autochtones des Plaines dessinaient des ronds de pierres d’environ 30 mètres de diamètre avec 28 rayons. Ils y organisaient en secret leurs rites, comme la danse du Soleil. Les spécialistes pensent qu’ils étaient utilisés pour calculer le temps et déterminer le solstice d'été.

## Description

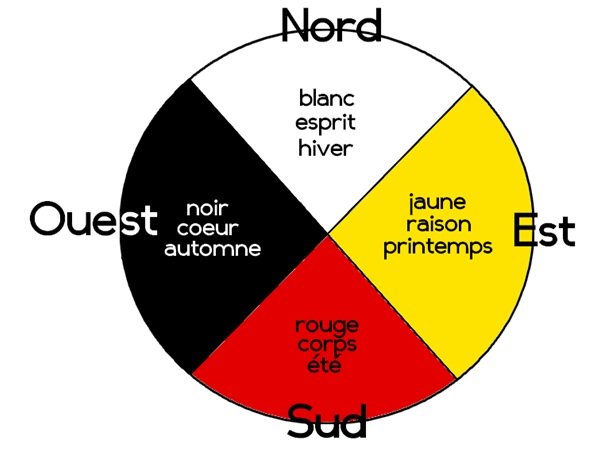
Interprétation des symboles du cercle de vie.

Il existe plusieurs variantes de la roue de médecine. Une femme anishinaabes (ojibwa), habitant la réserve Sagamok First Nation, fait la description de la roue de médecine[réf. nécessaire] :
« Le cercle de vie est séparé en quatre parties égales qui représentent chacune une direction différente. Une couleur est associée à chacune de ces parties. Au centre de ce cercle, il y a la Terre aussi appelée le tout ou le grand Mystère. Chaque direction est également associée à un aspect de l’humain ainsi qu’à une saison. 
Le nord, le quartier supérieur, représente l’esprit, l’hiver et est accompagné de la couleur blanche. 
Le quartier de droite, l’est, de couleur jaune, symbolise la raison et le printemps. 
Le sud, le quartier inférieur, porte la couleur rouge et représente le corps et l’été. 
L’ouest, quant à lui, possède la couleur noir et est représenté par le cœur et l’automne. 
Ces quatre couleurs représentent aussi les quatre races du monde. Les Anishinaabes remplacent habituellement la couleur noire par la couleur brune puisque cette couleur représente la terre, élément que doivent protéger les autochtones. 
Il y a une ficelle blanche qui naît du centre du cercle et qui va jusqu’en haut de celui-ci. Il y a sept coquillages sur cette ficelle qui symbolisent l’éternité, la sagesse et la connaissance, l’amour et la confiance, la vérité et l’honnêteté, l’humilité et la patience, le courage et la bravoure ainsi que le respect, qui sont les leçons de vie des sept grands-pères. 
De plus, il y a une autre ficelle bleue qui part du centre et qui représente le ciel et une dernière qui est de couleur verte et qui évoque la mère Nature. Au centre, une plume y est attachée et incarne le souffle du créateur. Celui-ci symbolise l’harmonie entre les individus et les nombreuses choses de la création».
La roue de médecine est aujourd'hui beaucoup moins présente qu’elle ne l’était auparavant dans la vie des autochtones. Elle a connu cependant ces quinze à vingt dernières années une petite reprise avec la valorisation de l’identité autochtone en Amérique du Nord. La roue de médecine est encore présente chez les Ojibwe, les Mi'kmaq, et chez plusieurs autres peuples Iroquois.